# 同性恋与普世圣公宗
有关于同性恋的议题在普世圣公宗的几个教省引起争议。1998年的第13届兰柏会议上以526票赞成、70票反对的表决结果通过了一项决议，这项决议指出同性間的性行為“与圣经不相符”。然而，这项决议中仍然包括了这样的陈述：“我们呼吁所有的教徒对所有人有感情以及牧师般地服侍，而不顾他们的性倾向，同时谴责对同性恋的无理由的恐惧、婚内暴力和商业的性行为”，并且很重要地指出“我们保证我们会倾听同性恋人士的经验，我们也承诺他们会得到上帝的爱。所有的有信仰的忠诚的受洗过的人，不管他们的性倾向是怎样，都是基督的身体的成员”。兰柏会议“不是一个制定强加给教省的纪律和规定的地方，而是一个解决争议的论坛”。
2003年英国国教会宣布了任命一位正在和另一位同性同居的牧师，傑弗里·約翰为英国国教会牛津教区副主教，但是因为有反对的声音，他被改任为圣奥尔本斯座堂的主持牧师。2004年，其他的圣公会教省，例如美国圣公会、巴西圣公会、墨西哥圣公会、苏格兰圣公会和南非洲圣公会教省合法化了非单身的同性恋牧师的任命和同性结合的祝福。在加拿大圣公会，新威斯敏斯特教区的六个堂区承认了祝福同性结合的礼仪，并且那个教区的主持牧师彼得·艾略特就是一位同性恋者。2003年美国圣公会任命基恩·罗宾逊为新罕布什尔教区的主教。
为回应这些神学上的争端，以中非洲教省开始的很多教省，包括了亚洲、非洲和澳洲的总计占圣公会人口一半，即4千万人口的教省发表声明，宣布他们和其他教省的交流因此受阻。西方教省中的少数派团体声明他们对英国国教会、加拿大圣公会、澳大利亚圣公会以及美国圣公会的不神圣的行为的反对。有些美国圣公宗团体脱离了美国圣公会，加入了如同卢旺达或是乌干达的非洲圣公会组织。

## 概要
普世圣公宗中对于同性恋问题的信仰很多元化。个别教省和教会正在研究的问题如下：
- 教会中的同性恋成员
  - 他们可以存在吗？
  - 他们必须是单身吗？
  - 同性结合或是LGBT可以被祝福吗？
- 同性恋神职人员
  - 他们可以存在吗?
  - 他们可以公开同性恋身份吗？
    - 他们应该向什么人公开同性恋身份？（向主教？家人？公众？）
    - 他们可以公开他们有同性恋伴侣吗？

  - 他们必须是单身吗？
  - 这些人中的任何人（包括单身的和非单身的）都可以成为主教吗？

圣公宗的教会对待这些问题的观点不同，有的教会禁止任何同性恋或是LGBT参与活动，有些则会非常乐于有公开的LGBT以及有伴侣的非单身的主教。普世圣公宗不要求所有的教省必须在所有的议题上意见一致，但是部分的争论使人开始担忧在称呼普世圣公宗为“共同的信仰”的前提下，什么样的分歧可以存在。
- 1998年，圣公宗的主教们决定保持基督教传统的教导，即婚姻只能发生于男人和女人之间，其他的都不能称为婚姻，并且必须保禁欲。超过一百名的主教，包括一些投了赞成票的主教，拒绝履行这项决议，并且向同性恋的圣公宗教徒写了一封道歉信。
- 英国国教会认为同性恋性倾向的人可以被选为神职人员，即使这个人有了民事上的同性关系，并称“教会不应该贊同社会上关于亲密关系包含性关系的看法”。[5]
- 2005年英国国教会合法化了进入民事上的同性关系的同性恋人士的洗礼和坚信礼的圣礼。[5]
- 2002年加拿大圣公会新威斯敏斯特教区投票决定将允许原意祝福同性结合的堂区祝福同性结合。
- 2006年尼日利亚圣公会发表了一个强硬的声明，称：“我们承诺绝对拒絕邪恶的同性恋，那是人类道德的堕落，并且我们会鼓励国民议会通过禁止同性性行為無罪化的法案”。[6]
- 同性恋议题，特别是有关基恩·罗宾逊的任命，成为了2008年兰柏会议的主要议题。保守派的主教反对同性恋的任命和婚姻，包括大多数参与圣公会南半球联盟的主教，他们2008年组织了全球圣公宗前途会议。[7]

## 同性恋主教的争议

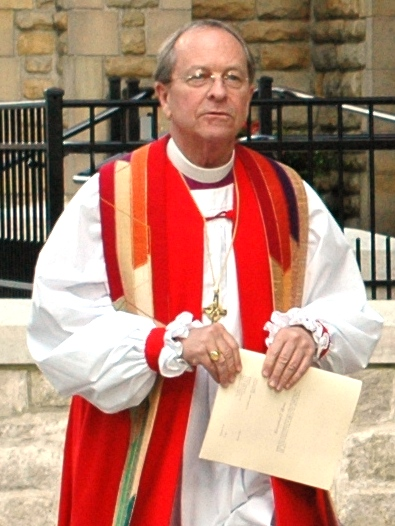
新罕布什尔教区的基恩·罗宾逊主教

2003年8月新罕布什尔教区选出了一位公开的同性恋牧师，基恩罗宾逊为主教。这发生在英国国教会杰弗里约翰为副主教引发争论之后不久，然而约翰本人为了避免引发争议同意不就职。2004年在基恩罗宾逊被任命为主教之后，约翰被任命为圣奥尔本斯座堂的主持牧师，这个教堂是英国第一位基督教殉教者殉教的地方。

### 2003年的兰柏宫会议
2003年10月15日，普世圣公宗的主教在兰柏宫开会，讨论阻止圣公宗在有关同性恋议题上的分裂。后来他们发表了一个冗长的声明：

我们必须清楚地指出，最近发生在新威斯敏斯特和美国圣公会的事件，没有传达我们圣公宗作为整体的意见，并且这些决定很破坏了我们之间的圣餐关系……

如果他的（基恩·罗宾逊的）任命继续下去，我们就必须认识到我们的普世圣公宗已经走到了一个关键的节点上，我们不得不作出结论，圣公会的未来正在走入危险……

在这件事上，很多普世圣公宗的成员不承认这位主教，并且很多教省讨论脱离美国圣公会。这从最根本上撕破了我们圣公宗，并且在此可能导致更大的分裂，作为教省的长远议题，必须决定到底要不要和那些不愿意破坏和美国圣公会的共荣关系的教省保持共荣关系……

类似的考虑同样适用于新威斯敏斯特教区的情况。我们推荐这个会议的这份报告给普世圣公宗的所有成员，同样尤其重视这份报告中强调应该倾听同性恋人士的经验，并且……保证他们都能得到上帝的爱，并且所有受洗的忠诚的信仰的人都是基督的身体的成员，以及报告承认研究人类性行为的重要性……

作为大主教我们不能令其他教省通过法案。但是我们想在教省的自治权和传达对其他教省的批评意见两方面保持微妙的平衡。

### 罗恩·威廉斯的陈述
2004年坎特伯雷大主教罗恩·威廉斯给世界各地的普世圣公宗教会发去信函，谴责了西方教会外的主教们挑动针对同性恋暴力的行为。
|  | 我们必须对可能使人攻击或者辱骂同性恋的发言忏悔。不要总认为忏悔是我们让别人去干的事情，要知道我们有着共同的缺点，我们罪孽深重，我们是堕落的门徒。 |

在2007年对多伦多神学生的演讲中，威廉斯怀疑保守派没有能够理解罗马书第1章27节，即“男人也是如此、弃了女人顺性的用处、欲火攻心、彼此贪恋、男和男行可羞耻的事、就在自己身上受这妄为当得的报应”的更广泛的意思。威廉斯，指出虽然使徒书的作者保罗和他的同辈将同性恋行为当作“如同偶像崇拜和对父母不服从一般的不道德的行为”，但这一段的主旨是在说不能通过别人的罪过来判断别人：罗马书第2章第1节称“你这论断人的、无论你是谁、也无可推诿、你在什么事上论断人、就在什么事上定自己的罪。因你这论断人的、自己所行却和别人一样。”威廉斯承认他的分析“无助于现在的激烈争论”，但他呼吁保守派避免自以为是的解说，不应该“高兴地定义保罗对别人的惩罚”。

### 连串的分裂
普世圣公宗两个教省，卢旺达教省和东南亚教省的主教2000年祝圣了美国使命团的主教，并且一年后正式建立了美国圣公会使命团，即现在的美洲圣公会使命团。乌干达教省在2003年11月2日，基恩罗宾逊的任命之后切断了和新罕布什尔教区的联系。尼日利亚教省在2003年11月2日宣布它与美国圣公会“共荣受损”，九天后宣布建立尼日利亚教省在美国的分支机构。东南亚教省则在2003年11月20日宣布和美国圣公会断绝关系。

### 温莎报告和2005年的大主教会议
2004年圣公宗兰柏委员会就普世圣公宗的同性恋问题发表了一个报告，即温莎报告。这个报告站在反同性恋的立场上，建议暂停圣公会中对活跃同性恋主教的任命以及祝福同性结合，并且呼吁所有参与罗宾逊祝圣的教徒“凭良心考虑他们是否应该失去圣公宗的代表职能” 但是报告中并没有定下纪律，要求对抗美国圣公会或是加拿大圣公会。
2005年2月举行普世圣公宗大主教会议同性恋问题又上被讨论了。38位大主教中的35位出席了这场会议。大主教们发表了一个公报，公报中重申了大多温莎报告中的声明，并且还要求美国圣公会和加拿大圣公会直到2008年的兰柏会议为止，主动退出普世圣公宗咨议会。